# 母なる証明
『母なる証明』（ははなるしょうめい、原題：마더）は、2009年公開の韓国映画。第62回カンヌ国際映画祭のある視点部門で上映された。第30回青龍賞最優秀作品賞、第46回大鐘賞最優秀助演男優賞（チン・グ）を受賞。

## ストーリー
知的障害のある息子・トジュン（ウォンビン）を、母親（キム・ヘジャ）は常に心配していた。トジュンには悪友・ジンテ（チン・グ）がおり、トジュンが轢かれかけた議員のベンツに復讐した際、協力したジンテからバックミラーを破損させた責任を転嫁されたことから、母親は彼との絶交をトジュンに勧めるほどであった。
ある日、トジュンはナンパしようとした少女（ムン・ヒラ）に逃げられた。その翌日、少女は死体となって発見され、トジュンは殺人容疑で逮捕された。息子が殺人など犯すはずがないと信じる母は、警察や弁護士に追いすがるが、その努力も無駄と知り、自らの手で事件を解決しようと奔走する。

## キャスト
- キム・ヘジャ：母親（日本語吹替：谷育子）
- ウォンビン：息子・トジュン（日本語吹替：杉山大）
- チン・グ：ジンテ
- ユン・ジェムン：ジェムン刑事
- チョン・ミソン：ミソン
- チョン・ウヒ：ミナ
- ムン・ヒラ：アジョン
- クァク・ドウォン

## スタッフ
- 監督・原案：ポン・ジュノ
- エグゼクティブ・プロデューサー：ミキー・リー
- プロデューサー：ソウ・ウォシク、パク・テジョン
- 共同プロデューサー：カテリーヌ・キョ、ムン・ヤンクオン
- 脚本：パク・ウンギョ、ポン・ジュノ
- 撮影：ホン・クンピョ
- 美術：リュ・ソンヒ
- 音楽：イ・ビョンウ
- 編集：ムン・セギョン
- 衣装：チェ・ソヨン
- 日本語字幕：根本理恵